# Nicolas Dragon
Pour les articles homonymes, voir Dragon.
Ne doit pas être confondu avec Nicolas Daragon.
Nicolas Dragon, né le 19 avril 1977 à Laon (Aisne), est un homme politique français.
Membre du Rassemblement national depuis 2020, il est élu conseiller municipal de Laon et conseiller communautaire du Pays de Laon puis député dans la première circonscription de l'Aisne en 2022.

## Biographie
Nicolas Dragon naît le 19 avril 1977 à Laon dans l'Aisne. À 17 ans, il décide d'adhérer au Rassemblement pour la République (RPR) en raison de son appartenance au « gaullisme social ». En 1995, il se présente aux élections municipales à Laon sur la liste RPR du maire sortant Jean-Claude Lamant où il est élu conseiller municipal jusqu'en 2001. Il devient ensuite délégué départemental des jeunes RPR jusqu’en 2000.
Il se présente aux élections cantonales de 2001 dans le canton de Laon-Sud sans investiture de son parti comme candidat divers droite face au conseiller sortant, René Dosière et au candidat choisi par son parti, le maire de Laon, Jean-Claude Lamant. Il recueille 4,01 % des voix exprimés au premier tour de cette élection. Il se range ensuite parmi les déçus de Nicolas Sarkozy, estimant que l'ex-chef de l’État a échoué à « ramener l’ordre républicain » et il décide de s'éloigner de la politique.
En 2016, la communauté d'agglomération du Pays de Laon met fin à l'exploitation du Poma 2000 de Laon en raison des coûts nécessaires à une seconde rénovation,. Opposé à cette fermeture, Nicolas Dragon devient secrétaire de l'association « Agir pour le Poma » présidé par Jean-Michel Bévière afin de défendre une restructuration et un redémarrage de la ligne en s'opposant au démantèlement. En mars 2017, l'association « Agir pour le Poma » parvient à obtenir le classement provisoire des installations au titre des monuments historiques selon un communiqué cosigné par Nicolas Dragon et Jean-Michel Bévière.
Intéressé par « le concept ni droite-ni gauche » porté par Emmanuel Macron, il sollicite l'investiture du parti En marche pour les élections législatives de 2017 dans la première circonscription de l'Aisne. Le parti investit finalement Aude Bono-Vandorme candidate.
Après ces élections, il s'éloigne des idées de LREM. Envisageant une candidature pour les élections municipales de 2020 à Laon, cette situation crée des tensions au sein de l'association « Agir pour le Poma », jusqu'à la disparition de l'association. Il décide en novembre 2019 de présenter une liste autonome pour cette élection à Laon.
Il obtient en février 2020 le soutien du Rassemblement national pour sa liste à Laon,, et finit par à adhérer au RN. Lors de l'unique tour des élections municipales à Laon, sa liste obtient 9,76 % des voix. Il est le seul membre de sa liste à être élu comme conseiller municipal à Laon et conseiller communautaire de la communauté d'agglomération du Pays de Laon. En septembre 2020, il est candidat sur la liste RN de Nicolas Bertin, maire d'Ambrief, lors des élections sénatoriales dans l'Aisne, liste obtenant 8,43 % des voix.
L'année suivante, Nicolas Dragon se présente comme candidat du Rassemblement national en binôme avec Maryline Ledoux dans le canton de Laon-1 pour les élections départementales. Il échoue au second tour en obtenant 30,70 % face au binôme divers centre mené par Mathieu Fraise et Annie Tujek.
Il devient, en septembre 2021, le responsable du Rassemblement national dans l'Aisne en remplaçant Nicolas Bertin.
Pour les élections législatives de 2022, il est choisi par le RN comme candidat dans la première circonscription de l'Aisne,. Il reçoit le 30 mai à Laon la visite de Marine Le Pen qui vient soutenir les candidats RN dans le département. Il arrive en tête au premier tour avec 33,14 % face à la députée LREM sortante Aude Bono-Vandorme qui a recueilli 23,39 % des suffrages exprimés. Il est élu député dans la première circonscription de l'Aisne le 19 juin 2022 en battant la députée sortante en recueillant 54,56 % des voix au second tour. Il devient membre de la commission du Développement durable et de l'Aménagement du territoire de l'Assemblée nationale. Pour les élections législatives de 2024, il est candidat dans la même circonscription qu'en 2022, il est réélu dès le 1er tour avec 54,49% des voix devant le candidat LREM Damien Delavenne qui obtient 22,83% des voix. 
Le 19 octobre 2024, il devient membre de la commission des Finances. 
En juin 2025, le site d'information Les Jours révèle qu'il fait partie d'un groupe Facebook contenant de nombreux propos racistes, antisémites et homophobes.  

## Détail des fonctions et mandats

### Mandats électifs
- Depuis le 22 juin 2022 : député de la 1re circonscription de l'Aisne
- 18 mai 2020 - en cours : conseiller municipal de Laon
- 18 mai 2020 - en cours : conseiller communautaire du CA du Pays de Laon
- 18 juin 1995 - 18 mars 2001 : Conseiller municipal de Laon